# Taça da Liga 2007-2008
La Taça da Liga 2007-2008 è la 1ª edizione del torneo. La competizione è iniziata il 4 agosto 2007 e si è conclusa il 22 marzo 2008. Il Vitória Setúbal si è aggiudicato il trofeo battendo in finale lo Sporting Lisbona per 3-2 dopo i calci di rigore.

## Primo turno
| Squadra 1       | Risultato       | Squadra 2           |
| --------------- | --------------- | ------------------- |
| 4-5 agosto 2007 |                 |                     |
| Trofense        | 2 – 1           | Feirense            |
| Vizela          | 1 – 3           | Varzim              |
| Freamunde       | 0 – 0 (2-4 dtr) | Beira-Mar           |
| Estoril         | 2 – 1           | Desportivo das Aves |
| Fátima          | 2 – 0           | Santa Clara         |
| Portimonense    | 1 – 0           | Rio Ave             |
| Olhanense       | 0 – 1           | Gondomar            |
| Gil Vicente     | 2 – 2 (4-5 dtr) | Penafiel            |

## Secondo turno
| Squadra 1      | Risultato       | Squadra 2            |
| -------------- | --------------- | -------------------- |
| 12 agosto 2007 |                 |                      |
| Estoril        | 0 – 1           | Estrela Amadora      |
| Fátima         | 1 – 0           | Académica            |
| Beira-Mar      | 1 – 0           | Boavista             |
| Portimonense   | 0 – 0 (4-3 dtr) | Naval                |
| Trofense       | 0 – 1           | Vitória de Guimarães |
| Varzim         | 0 – 4           | Leixões              |
| Gondomar       | 0 – 3           | Vitória de Setúbal   |
| Maritimo       | 0 – 0 (4-5 dtr) | Penafiel             |

## Terzo turno
| Squadra 1            | Risultato       | Squadra 2          |
| -------------------- | --------------- | ------------------ |
| 26 settembre 2007    |                 |                    |
| União de Leiria      | 2 – 0           | Leixões            |
| Nacional             | 0 – 1           | Penafiel           |
| Portimonense         | 1 – 1 (4-3 dtr) | Belenenses         |
| Beira-Mar            | 0 – 0 (4-3 dtr) | Paços de Ferreira  |
| Braga                | 0 – 2           | Vitória de Setúbal |
| Fátima               | 0 – 0 (4-2 dtr) | Porto              |
| Benfica              | 1 – 1 (5-4 dtr) | Estrela Amadora    |
| Vitória de Guimarães | 0 – 0 (6-7 dtr) | Sporting Lisbona   |

## Quarto turno
| Squadra 1                            | Totale      | Squadra 2          | Andata | Ritorno |
| ------------------------------------ | ----------- | ------------------ | ------ | ------- |
| 21-22 ottobre 2007 / 31 ottobre 2007 |             |                    |        |         |
| Sporting Lisbona                     | 4 – 4 (gfc) | Fátima             | 1 – 2  | 3 – 2   |
| Benfica                              | 2 – 3       | Vitória de Setúbal | 1 – 1  | 1 – 2   |
| Portimonense                         | 2 – 3       | Beira-Mar          | 1 – 0  | 1 – 3   |
| Penafiel                             | 3 – 2       | União de Leiria    | 3 – 1  | 0 – 1   |

## Quinto turno
| Squadra          | P.ti | G | V | P | S | RF | RS | DR |
| ---------------- | ---- | - | - | - | - | -- | -- | -- |
| Vitória Setúbal  | 7    | 3 | 2 | 1 | 0 | 5  | 1  | +4 |
| Sporting Lisbona | 6    | 3 | 2 | 0 | 1 | 6  | 2  | +4 |
| Penafiel         | 2    | 3 | 0 | 2 | 1 | 3  | 5  | -2 |
| Beira-Mar        | 1    | 3 | 0 | 1 | 2 | 1  | 7  | -6 |

|                  | BeM   | SLi   | Pen   | VSe   |
| Beira-Mar        |       |       | 1 – 1 |       |
| Sporting Lisbona | 3 – 0 |       | 3 – 1 |       |
| Penafiel         |       |       |       | 1 – 1 |
| Vitória Setúbal  | 3 – 0 | 1 – 0 |       |       |

## Finale
La finale si è disputata in gara unica allo stadio Algarve a Faro il 22 marzo.
| Arbitro: | Pedro Proença (Lisbona) |

|                                      |                      |                                                |
| Auri Pitbull Elias Jorginho Paulinho | Tiri di rigore 3 – 2 | Romagnoli Polga João Moutinho Liédson Izmajlov |